# 16479 Паульзе
16479 Паульзе (16479 Paulze) — астероїд головного поясу, відкритий 20 серпня 1990 року.
Тіссеранів параметр щодо Юпітера — 3,226.